# Histoire tragique

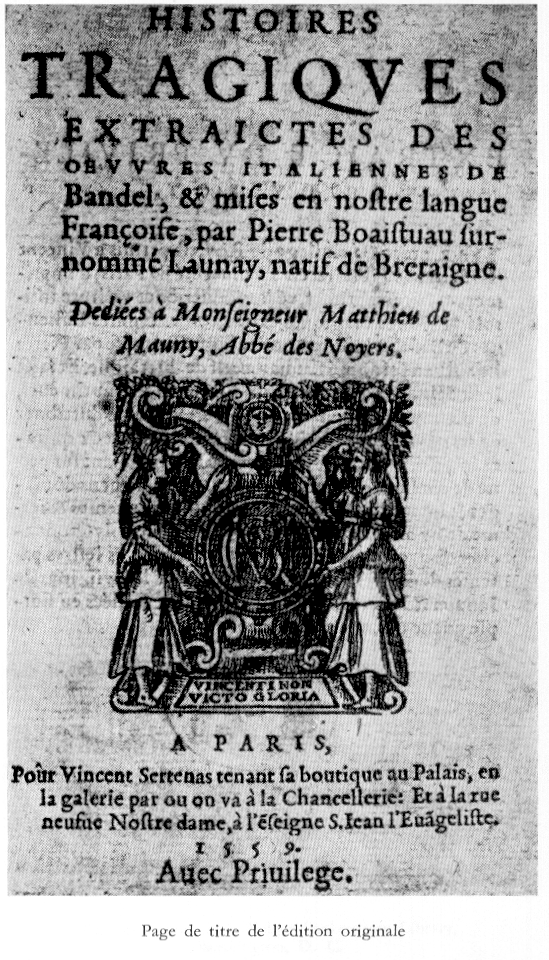
Frontispice de l'édition originale (1559) des Histoires tragiques de Pierre Boaistuau.

L'histoire tragique est un genre de fiction dans la littérature française des XVIe et XVIIe siècles, un rendu baroque de nouvelles du style de Boccace, se concentrant sur le côté sombre de la nature humaine. Il s'agit d'une forme narrative brève, proche de la nouvelle sauf par l’esthétique hyperbolique de la violence qui le caractérise. 
Dès sa naissance en 1559, l'histoire tragique ne se conçoit qu'au pluriel. Ses origines sont italiennes. L'ancêtre de ce genre d'histoire est l'érudit Pierre Boaistuau avec sa traduction des Novelli de Matteo Bandello publiée en français sous le titre Histoires tragiques (1559). Boaistuau a sélectionné parmi Bandello les six histoires les plus sombres et les plus sanglantes et les a modifiées pour ses moyens. Il a été suivi par l'historiographe royale François de Belleforest qui a adapté 12 autres histoires pour la nouvelle édition en 1570. Le succès de l'ouvrage encourage une foule d'imitateurs tels Jacques Yver, Vérité Habanc ou Bénigne Poissenot puis au XVIIe siècle François de Rosset. 

## Littérature
- Poli, Sergio. Histoire(s) tragique(s) : anthologie-typologie d'un genre littéraire. Fasano, Schena, 1991. 520 p.[3]
- Ferrari, Stéphan. Histoire tragique et grande histoire : Rencontre de deux genres. Dalhousie French Studies, Winter 2003, 65, p. 18-35.